# Аэд Балб
А́эд Балб (Аэд мак Индрехтайг, Айд Балб; др.‑ирл. Áed Balb, Áed mac Indrechtaig; умер в 742) — король Коннахта (735—742) из рода Уи Бриуйн.

## Биография
Аэд был одним из сыновей правителя Коннахта Индрехтаха мак Муйредайга, умершего в 723 году. Он принадлежал к септу Сил Муйредайг, одной из частей Уи Бриуйн Ай. Земли Уи Бриуйн находились на равнине Маг Ай, располагаясь вокруг древне-ирландского комплекса Круахан. Прозвище «Балб» (лат. Balbus) — «Заика» — Аэд получил из-за дефекта своей речи.
Аэд Балб унаследовал власть над Коннахтом в 735 году, после смерти своего дяди Катала мак Муйредайга. О правлении Аэда не известно никаких подробностей. Список коннахтских королей из трактата «Laud Synchronisms» правильно сообщает о семи годах правления Аэда, в то время как в «Лейнстерской книге» этот монарх ошибочно наделяется только четырьмя годами властвования. В ирландских анналах его смерть датируется 742 годом. Преемником Аэда на престоле Коннахта стал его дальний родич Форггус мак Келлайг.